# 883 (szám)
A 883 (római számmal: DCCCLXXXIII) egy természetes szám, prímszám.

## A szám a matematikában
A tízes számrendszerbeli 883-as a kettes számrendszerben 1101110011, a nyolcas számrendszerben 1563, a tizenhatos számrendszerben 373 alakban írható fel.
A 883 páratlan szám, prímszám. Normálalakban a 8,83 · 102 szorzattal írható fel.
Pillai-prím.
A 883 négyzete 779 689, köbe 688 465 387, négyzetgyöke 29,71532, köbgyöke 9,59372, reciproka 0,0011325. A 883 egység sugarú kör kerülete 5548,05263 egység, területe 2 449 465,234 területegység; a 883 egység sugarú gömb térfogata 2 883 837 069,4 térfogategység.
A 883 helyen az Euler-függvény helyettesítési értéke 882, a Möbius-függvényé −1.